# Charles Huygens
Pour les articles homonymes, voir Huygens.
Charles Huygens, né en 1955, est le directeur général du Département de l'Instruction publique de la Ville de Bruxelles.
Il est licencié en sciences (ULB); maîtrise en droit de l'environnement; maîtrise en management; chargé de cours dans plusieurs universités.
Il fut directeur-général ff. du port de Bruxelles de 1994 à 2009; président du Foyer jettois, société d'habitations sociales; directeur-général au département de l'Instruction publique de la ville de Bruxelles depuis 2009.

## Fonctions politiques
- Membre du Parlement de la Région de Bruxelles-Capitale : 
  - du 12 juillet 1989 au 14 octobre 1993
- échevin des Finances et de l'Enseignement à Jette, de 1995 à 2000